# Путіно
Путіно (рос. Путино) — село в Росії, знаходиться в  Верещагінському районі Пермського краю. Адміністративний центр Путінського сільського поселення.

## Географічне положення
Село розташоване на лівому березі річки Лисьва (притока Обви), приблизно у 25 км на захід від міста Верещагіно.

### Вулична мережа
- Берегова вул.
- Зельона вул.
- Комсомольська вул.
- Лісова вул.
- Меліораторів вул.
- Молодьожна вул.
- Набережна вул.
- Подгорна вул.
- Ставкова вул.
- Садова вул.
- Совєтська вул.
- Совхозна вул.
- Трактова вул.
- Трудова вул.
- Школьна вул.
- Школьний пров.

## Історія
Населений пункт виник у 1850-х роках, коли за графинею М.П.Строганової дерев'яної Успенської церкви, що будувалася тут, оселилися селяни з навколишніх сіл. Спочатку відомо як село Ново-Путінське, а пізніше — просто Путінське. З 1860-х років — центр Путінської волості Оханський повіт Оханського повіту. Назва запозичила у села Путінського (нині — село Посад), в якому проживали Путіни.
У період колективізації виник колгосп «На сторожі», пізніше існувала сільгоспартель ім. К. Маркса, яка у 1950 та лютому 1959 року була укрупнена: вперше злилися 3 колгоспи, а вдруге — 6. 12 серпня 1965 року на базі колгоспу ім. К. Маркса створено радгосп «Путінський». З 30 листопада 1930 по 1958 рік в селі знаходилася Путінська МТС, яка мала льонювальну спрямованість.

## Інфраструктура

### Релігія
У селі Путіно знаходиться храм Успіння Пресвятої Богородиці.
У селі з 2000 року діє старообрядницький храм в ім'я Архангела Михайла та інших сил безтілесних. Його будували всі небайдужі жителі села на прохання і під керівництвом трьох місцевих пенсіонерок: Пугіна Таисья Єрофіївна (померла у 2002 р.), Носкова Надія Петрівна (померла у 2011 р.) та Онянова Клавдія Іванівна (померла). Храм будували з 1996 року. Освятив храм Митрополит Московський і всієї Русі Алімпій (Гусєв) 1 червня 2000 року.
До відкриття храму віряни їздили на службу автобусом у Верещагіному. Близько половини села дотримуються давньоправославної віри. Лише за 2000—2006 роки в храмі прийняли хрещення і довершилися від безпопівців близько 600 осіб.

## Транспорт
Найближча залізнична станція о. п. Путіно, розташована в 10 км на південний схід від села; приблизно на такій самій відстані розташована і залізнична станція Бородуліно.

## Топографічні карти
- Аркуш карти O-40-61 Сепыч. Масштаб: 1 : 100 000. Видання 1989 р. (рос.)